# Joe Zewe
Joseph Zewe (født 22. juni 1983) er en fodboldspiller fra USA.
I 2005 skrev Joe Zewe en 2-årig kontrakt med den fynske klub B 1909. Det var en kreds af lokale investorer i og omkring klubben der finansierede kontrakten.
Men allerede året efter skiftede han til Superligaklubben Viborg FF. Her blev det til fire gange som indskifter og i alt 133 minutter i den grønne trøje. Allerede i vinteren 2006 forsøgte klubben af komme af med amerikaneren, da de sendte ham til prøvetræning i den tyske klub St. Pauli.
Det blev dog Færøerne der skulle blive Zewes næste stop, da han lavede en kontrakt med KÍ Klaksvík. Her var han et år, inden han tog tilbage til USA og Pittsburgh Riverhounds i 2008.